# Бэннинг, Мэри
Мэри Бэннинг (англ. Mary Elizabeth Banning; 1822—1903) — американская миколог-любительница и ботанический иллюстратор.
Официально описала 23 ранее неизвестных вида грибов, опубликовав описания их типов в Botanical Gazette и в «Annual Report of the New York State Botanist» Чарльза Пека.

## Биография
Родилась в 1822 году в округе Тэлбот штата Мэриленд. Была дочерью Роберта Бэннинга (Robert Banning) и Мэри Маки (Mary Macky) и самой младшей из восьми детей своего отца (шесть от предыдущего брака). Дед Мэри был представителем при ратификации штатом Мэриленда федеральной конституции, её отец был военным в Port of Oxford и членом Палаты делегатов Мэриленда.
В 1845 году, когда умер отец Мэри, семья переехала в Балтимор. К 1860 году её мать и одна из сестёр заболели хроническими заболеваниями, и Бэннинг стала их опекуном. На протяжении всей жизни она сохраняла интерес к естественной истории, наиболее тяготея к изучению грибов. На собственные деньги она купила микроскоп и начала собирать научную библиотеку и частный гербарий. Также начала переписку с Чарльзом Пеком, учёным из Музея штата Нью-Йорк, который к тому времени уже был на пути к тому, чтобы стать «деканом американских микологов» («the dean of American mycologists»).
Мэри Бэннинг стала наиболее известна как автор неопубликованной рукописи «Грибы Мэриленда» («The Fungi of Maryland»), содержащей научные описания, рассказы и 174 акварельных рисунка грибов размером 13 на 15 дюймов. Написание рукописи заняло двадцать лет (1868—1888). Она стала первым иллюстрированным и общедоступным трудом грибной флоры юга США. Музей штата Нью-Йорк описал иллюстрации Бэннинг как «необыкновенную смесь науки и народного творчества… с научной точки зрения точной и прекрасной на вид».
Когда к концу 1880-х годов умерли ближайшие родственники, Мэри Бэннинг оказалась почти без гроша, с нарушенным зрением и прогрессирующим ревматизмом. Она переехала в пансионат в Уинчестере, штат Вирджиния. В 1889 году она закончила работу над своей рукописью, посвятив её Пеку, с которым она переписывалась 30 лет, но никогда не встречалась. В 1890 году она отправила ему рукопись, написав: «In parting from it I feel like taking leave of a beloved friend with whom I have spent many pleasant hours. Circumstances impel me to put it in a safe place» (Расставаясь с ней, я чувствую, что прощаюсь с любимым другом, с которым провела много приятных часов. Обстоятельства побуждают меня поместить её в безопасное место). Чарльз Пек положил рукопись в ящик, где она пролежала следующие 91 год.
Умерла Мэри Бэннинг в 1903 году в штате Виргиния. Была похоронена на семейном участке кладбища Christ Church Episcopal Cemetery города Сент-Майклс округа Тэлбот, штат Мэриленд. Оставшиеся деньги она оставила детскому дому для мальчиков Св. Иоанна (St. John’s Orphanage for Boys).
В 1981 году Джон Хейнс (John Haines), миколог, младший научный сотрудник Музея штата Нью-Йорк, обнаружил рукопись Мэри Бэннинг, и музей организовал выставку акварелей Бэннинг «Each a Glory Bright», которая побывала во многих музеях США.

## Память
- В честь Мэри Бэннинг был назван гриб Amanita Banningiana[12].
- Она была введена в Зал славы женщин Мэриленда[англ.] в 1994 году.